# 18278 Drymas
18278 Drymas este o planetă minoră (asteroid), cu un diametru de 28,885 km, din Asteroid troian al lui Jupiter. A fost descoperită pe 16 octombrie 1977 la Observatorul Palomar de Cornelis Johannes van Houten. 
Obiectul prezintă o orbită caracterizată de o semiaxă mare de 5,1825281 UAi, o excentricitate de 0,067, o înclinație de 17,92525 ° în raport cu ecliptica.